# Akleh
Akleh (persiska: اكله, هَرِيان اَكلِه) är en ort i Iran.   Den ligger i provinsen Hamadan, i den nordvästra delen av landet, 220 km väster om huvudstaden Teheran. Akleh ligger 1 689 meter över havet och antalet invånare är 413.
Terrängen runt Akleh är en högslätt.Runt Akleh är det ganska glesbefolkat, med 47 invånare per kvadratkilometer. Närmaste större samhälle är Fāmenīn, 14,1 km sydväst om Akleh. Trakten runt Akleh består i huvudsak av gräsmarker.